# Волицька сільська рада (Фастівський район)
| Волицька сільська рада — колишній орган місцевого самоврядування у Фастівському районі Київської області з адміністративним центром у с. Волиця. Водоймища на території, підпорядкованій даній раді: річка Унава. Сільській раді були підпорядковані населені пункти: - с. Волиця |

## Склад ради
Рада складалася з 12 депутатів та голови.

### Керівний склад ради
Примітка: таблиця складена за даними джерела